# Aonia

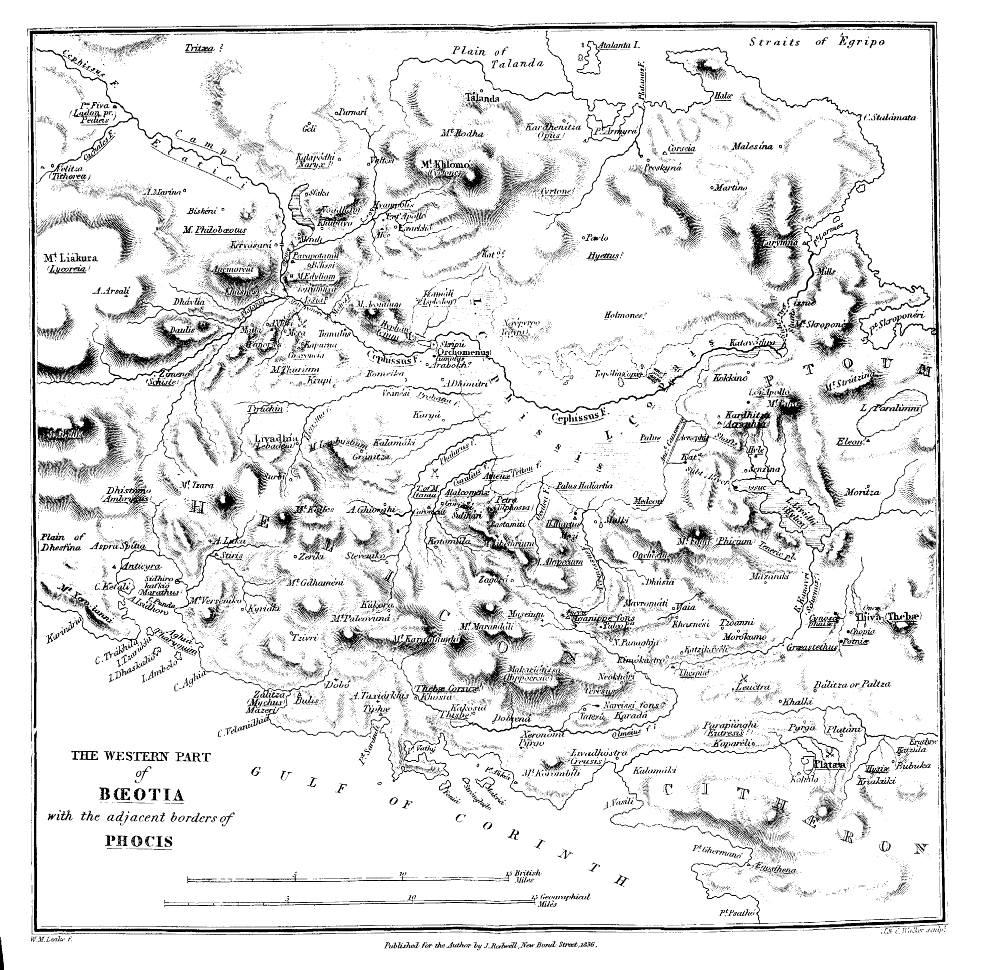
Antica Beozia

Aonia (in lingua greca: Ἀονία) era il nome di una regione montuosa dell'antica Grecia posta in Beozia ai confini con la Focide.
Aonia potrebbe essere stato pertanto un antico nome dell'antica Beozia. "Aonia" prendeva il nome da Aone, uno dei figli di Poseidone e di Ippodamia, i cui discendenti l'abitavano allorché vi si stabilì Cadmo. La sconfitta del popolo degli Aoni ad opera di Cadmo venne descritta da Pausania.
Nell'Aonia sorgevano i monti Elicona e Citerone e la fonte di Aganippe, tutti luoghi sacri alle muse. Queste ultime erano chiamate anche Aganippidi, dal nome della fonte, come analogamente Foscolo nel sonetto XI chiamava Euterpe, musa della poesia lirica, "Aonia Diva".